# Зоопарк Сингапура
Зоопарк Сингапура (кит. 新加坡动物园; малайск. Taman Haiwan Singapura; там. சிங்கப்பூர் விலங்குக் காட்சிச்சாலை), известный также как Зоопарк Мандай, занимает 28 гектаров (69 акров) на берегу водохранилища, покрытого густым лесом в центральном водном заповеднике. Зоопарк построен на грант в $9 млн, предоставленный правительством Сингапура и был открыт 27 июня 1973 года. Зоопарк управляется неправительственной организацией Wildlife Reserves Singapore, которая также управляет Ночным сафари, Парком птиц «Джуронг» и Речным сафари.
В зоопарке содержатся 315 видов животных, из которых около 16 % находятся под угрозой исчезновения. Зоопарк ежегодно посещает около 1,6 миллиона посетителей.
С самого начала своей работы Сингапурский зоопарк следовал современной тенденции — представлять животных в естественной среде обитания, с открытыми вольерами, рвами и стеклянными заграждениями между животными и посетителями. В 1977 году известный приматолог Франсин Ниго провела шесть месяцев в клетке с восемнадцатью орангутангами в зоопарке Сингапура для изучения поведения приматов.

## История
Концепция создания зоопарка разрабатывалась с 1969 года, когда исполнительный директор Public Utilities Board (одно из агентств Министерства окружающей среды и водных ресурсов Сингапура) д-р Онг Си Ло принял решение выделить 88 га земли для строительства зоопарка.
В 1971 году началось строительство основных 50 корпусов зоопарка. Директор зоопарка Коломбо (Шри-Ланка) Лин де Олвис был приглашён в качестве специального консультанта будущего зоопарка Сингапура.
27 июня 1973 года зоопарк Сингапура открылся. На момент открытия в нём было представлено 270 животных более чем 72 видов, а штат зоопарка насчитывал 130 сотрудников. К 1990 году в зоопарке насчитывалось 1 600 животных более чем 160 видов, которые были размещены на специально организованных 65 ландшафтных участках.

## Экспозиция
Животные содержатся в просторных открытых вольерах, отделенных от посетителей рвами, которые скрыты растительностью или расположены ниже поля зрения посетителей. Опасные животные, которые могут хорошо лазать, размещены в застеклённых вольерах с природным ландшафтом.
Зоопарк расположен в рамках изначальной территории в 28 га, впоследствии 40 гектаров вторичных лесов были переданы ночному сафари.
Зоопарк предлагает посетителям различные варианты передвижения: трамвайчики, лодки, верхом на пони, конный экипаж. Имеется прокат детских и инвалидных колясок.

## Образовательные программы и защита окружающей среды
В рамках мероприятий правительства Сингапура по защите дикой природы в марте 2006 года при зоопарке открылся Исследовательский центр, который ведёт исследования в интересах зоопарка и его зарубежных партнеров. Природоохранные программы зоопарка получили высокую оценку известного австралийского натуралиста Стива Ирвина («Охотника за крокодилами»).
Зоопарк Сингапура стал первым в мире зоопарком, который разводит белых медведей в тропиках. Белый медведь Inuka стал талисманом зоопарка Сингапура с 26 декабря 1990 года.

## Шоу
Зоопарк проводит многочисленные шоу с участием животных, некоторые из них:
- «Завтрак с орангутангом» позволяет посетителям познакомиться с орангутангами; в этих шоу принимала участие самка суматранского орангутанга Ах Менг[англ.] (умерла 8 февраля 2008 года), которая стала символом туристической индустрии Сингапура. Шоу животных сопровождается живыми комментариями сотрудников зоопарка.
- «Тропический лес наносит ответный удар». Действие разворачивается в специально организованном амфитеатре, где актёры и исполнители участвуют наряду с животными: например, в одном из представлений злодей-браконьер пытается вырубить влажные тропические леса, и ему в этом препятствуют местные жители и животные тропического леса (орангутанги, лемуры, выдры и другие).
- «Слоны на работе и игре» демонстрирует, как слоны используются в качестве вьючных животных в Юго-Восточной Азии. Шоу показывает, например, как погонщик слонов обучает слона транспортировке брёвен.
- «Всплеск Сафари» демонстрирует водных млекопитающих и птиц зоопарка. В этом шоу тюлени, морские львы и дельфины выполняют трюки, а пеликаны демонстрируют, как они ловят рыбу клювом.
- «Друзья животных» — шоу, которое проходит в специальном детском отделении зоопарка, в нём участвуют в основном домашние животные (собаки, попугаи), которые исполняют различные трюки.

## Друзья зоопарка
Зоопарк Сингапура проводит программу «Друзья зоопарка», которая предоставляет участникам ряд привилегий, такие как:
- Бесплатный и неограниченный вход в зоопарк в течение года;
- Бесплатная парковка и проезд по зоопарку на трамвайчике;
- Бесплатные подписка на ежеквартальный журнал «чудеса дикой природы»;
- Скидка 10 % в некоторых торговых точках на территории зоопарка.

## Организация мероприятий
В зоопарке есть три специальных места для проведения торжественных мероприятий: Лесной уголок, Павильон на озере и Садовый павильон. Есть также три места для проведения коктейль-пати: Азиатские слоны, Тигровый трек и Лесная тропа. Сингапурский зоопарк также предоставляет возможность проведения дней рождения и свадебных торжеств.

## Награды
- 3 звезды по рейтингу Michelin[2]
- Награды от Singapore Tourism Awards[3]
- Награды Ассоциации туризма АСЕАН
  - Награда за выставку обезьян (2002)
  - Признан одним из лучших мест для семейного отдыха (2006).

## Галерея
- Кошачий лемур
- Коат
- Носач
- Орангутан
- Эдипов тамарин
- Малайский медведь
- Белые медведи Шеба и Инука
- Гуанако
- Бенгальская кошка
- Тапиры
- Гривистый волк
- Фламинго
- Кенгуру